# Milímetro de mercúrio

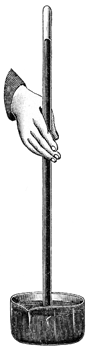
Experimento de Torricelli com um tubo e um reservatório de mercúrio - o barômetro de mercúrio.

O milímetro de mercúrio (mmHg) é uma unidade de pressão definida em termos da pressão gerada por uma coluna de mercúrio de um milímetro com densidade 13 595,1 kg/m3 a 273,15 K sob influência da aceleração padrão da gravidade de 9,80665 m/s2.

## História
Em 1643, o físico e matemático italiano Evangelista Torricelli criou o barômetro de mercúrio, um instrumento que permite observar e medir o peso do ar. O barômetro de Torricelli consistia em mergulhar um tubo de vidro, contendo mercúrio e fechado em apenas uma das extremidades, em um recipiente também preenchido com mercúrio. O líquido dentro do tubo subia ou descia conforme a pressão atmosférica, mostrando que a coluna de mercúrio é proporcional a ela; daí a unidade de pressão milímetros de mercúrio.
Ao nível do mar, a coluna de mercúrio dentro do tubo, em relação à superfície do mercúrio do outro recipiente, mede aproximadamente 760 mm. Por isso a equivalência de 760 mmHg a 1 atm.

## Usos frequentes da unidade
Embora não seja uma unidade do Sistema Internacional de Unidades (SI), o milímetro de mercúrio ainda é rotineiramente utilizado em diversas áreas da ciência e técnica.
Na área da saúde, quase sempre se utiliza milímetros de mercúrio para medir a pressão sanguínea. Esse costume decorre do fato de que o manômetro de mercúrio é utilizado como referência para a medida dessa pressão desde a antiguidade.
Em se tratando de meteorologia, o milímetro de mercúrio está presente nas medições de pressão através do barômetro de mercúrio e nas observações de variação de pressão utilizando o barógrafo.
Em termodinâmica o milímetro de mercúrio é usado como escala do diagrama de fase no eixo das ordenadas.

## Torr
A unidade de pressão Torr, que leva esse nome em homenagem a Torricelli, é comumente tida como sinônimo da unidade de pressão milímetros de mercúrio. Existe, todavia, uma diferença entre elas:
1 mmHg = 1,000000142 Torr
Para usos práticos, que não exigem alta precisão, porém, pode-se tomar 1 Torr equivalente a 1 mmHg, posto que as duas unidades diferem em menos de 0,000015%.

## Comparação com outras unidades de pressão[8]
|      | mmHg | atm     | Pa      | kgf/cm2   | mca       | PSI      |
| ---- | ---- | ------- | ------- | --------- | --------- | -------- |
| mmHg | 1,00 | 0,00132 | 133,322 | 0,0013595 | 0,0135951 | 0,019337 |